# Appledore (Mid Devon)
Appledore – wieś w Anglii, w hrabstwie Devon, w dystrykcie Mid Devon. Leży 27 km na północny wschód od miasta Exeter i 233 km na zachód od Londynu.